# Billete al infierno
Billete al infierno (título original: Cold and Dark) es una película británica de suspenso, terror y crimen de 2005, dirigida por Andrew Goth, escrita por Joanne Reay, musicalizada por Richard Fox y Lauren Yason, en la fotografía estuvo Sam McCurdy y los protagonistas son Luke Goss, Kevin Howarth y Matt Lucas, entre otros. El filme fue realizado por Paradigm Hyde Films, Cold Films y Sheer Films; se estrenó el 31 de marzo de 2005.

## Sinopsis
El detective Mortimer fallece en un congelador, luego un parásito conocido como “grial”, entra en su cuerpo y lo vuelve a la vida, pero precisa sangre para alimentarse. Su compañero, John, admite la nueva situación y juntos se transforman en justicieros, juzgando y eliminando a los malos, mientras Mortimer les absorbe la sangre con su garra. Sin embargo, John se da cuenta de que su compañero está perdiendo la parte humana que le queda y se está transformando en un monstruo, siendo consciente de lo peligroso que esto puede ser para la gente, va a tratar de detenerlo.